# Поклады
Поклады (бел. Паклады) — деревня в Кричевском районе Могилёвской области Белоруссии. Входит в состав Костюшковичского сельсовета.

## География
Деревня находится в северо-восточной части Могилёвской области, в пределах Оршанско-Могилёвской равнины, на правом берегу реки Сож, на расстоянии примерно 4 километров (по прямой) к юго-юго-западу (SSW) от Кричева, административного центра района. Абсолютная высота — 149 метров над уровнем моря.

## История
В конце XVIII века деревня входила в состав Мстиславского воеводства Великого княжества Литовского.
Согласно «Списку населенных мест Могилёвской губернии» 1910 года издания населённый пункт входил в состав Кричевской волости Чериковского уезда Могилёвской губернии. В деревне имелось 5 дворов и проживало 34 человека (20 мужчин и 14 женщин).

## Население
По данным переписи 2009 года, в деревне проживало 88 человек.